# Grégory Gachet
Grégory Gachet (* 9. Dezember 1976) ist ein französischer Skibergsteiger. Er ist Mitglied der französischen Nationalmannschaft.

## Erfolge (Auswahl)
- 2004: 7. Platz bei der Weltmeisterschaft Skibergsteigen Einzel

- 2005:
  - 1. Platz im Weltcup Skibergsteigen im Team mit Florent Perrier, Salt Lake City
  - 1. Platz bei der Europameisterschaft Skibergsteigen im Team mit Florent Perrier, Andorra
  - 4. Platz bei der Europameisterschaft Skibergsteigen Einzel
  - 4. Platz bei der Europameisterschaft Skibergsteigen Staffel mit Florent Perrier, Bertrand Blanc und Tony Sbalbi

- 2006:
  - 2. Platz bei der Weltmeisterschaft Skibergsteigen Team mit Florent Perrier
  - 2. Platz bei der Weltmeisterschaft Skibergsteigen Staffel (mit Stéphane Brosse, Florent Perrier und Patrick Blanc)

- 2007:
  - 1. Platz bei der Europameisterschaft Skibergsteigen Team mit Florent Perrier
  - 2. Platz bei der Tour du Rutor
  - 4. Platz Europameisterschaft Skibergsteigen Kombinationswertung
  - 6. Platz bei der Europameisterschaft Skibergsteigen Einzel

- 2008:
  - 1. Platz bei der Französischen Meisterschaft Skibergsteigen Team
  - 3. Platz bei der Weltmeisterschaft Vertical Race und in der kombinierten Wertung, Portes du Soleil
  - 4. Platz bei der Weltmeisterschaft Skibergsteigen Team mit William Bon Mardion, Portes du Soleil
  - 5. Platz bei der Weltmeisterschaft Skibergsteigen Einzel, Portes du Soleil

### Patrouille des Glaciers
- 2008: 2. Platz mit Florent Perrier und Patrick Blanc

### Pierra Menta
- 2001: 8. Platz mit Emmanuel Blanc
- 2003: 7. Platz mit Emmanuel Blanc
- 2005: 2. Platz mit Florent Perrier
- 2007: 1. Platz mit Florent Perrier
- 2008: 4. Platz mit William Bon Mardion

### Trofeo Mezzalama
- 2003: 6. Platz mit Bertrand Blanc und Cyril Champange
- 2007: 2. Platz mit Florent Perrier und Patrick Blanc